# Nikola Nino Vranić
Nikola Vranić (Bileća, 7. travnja 1933. – Zagreb, 26. listopada 2012.), hrvatski fotograf.

## Životopis
Nikola Vranić rođen je 7. travnja 1933. godine u Bileći.  Grafičku školu završio je u Zagrebu 1952. godine, a potom je od 1954. do 1989. godine zaposlen kao fotograf Zavoda za zaštitu spomenika kulture u Zagrebu. Odlaskom iz Zavoda djeluje kao samostalni umjetnik.
Početkom pedesetih godina prošlog stoljeća, jedva zašavši u punoljeće života, Vranić daje oduška svojem urođenom senzibilitetu i ljubavi prema fotografiji. Njegova neprestana strukovna promišljanja i zrenja, koja podrazumijevaju i nadmetanja s - iz današnjeg kuta gledanja - onodobnim tehničko-tehnološkim ograničenjima, započinju krajem četrdesetih i početkom pedesetih godina s foto-bilježenjem tada brojnih omladinskih radnih akcija, a potom i kraćim fotografskim radom u Prnjavoru, gdje mu tada živi majka i gdje se vraća po završenom srednjoškolskom obrazovanju, prihvativši mjesto fotografa u tamošnjoj Zemljoradničkoj zadruzi. Iz tog perioda, na žalost, nema sačuvanog foto-materijala, iako je upravo to razdoblje neobično živo još i dan danas u autorovu sjećanju.   
Nakon kraćeg perioda provedenog u Bosni Nino Vranić se vraća u Zagreb gdje nastavlja brusiti svoj metier u tada glasovitom foto studiju „Zaza“, zastupništvu Agfe. Studio, smješten u Margaretskoj ulici, vodi Vranićev djed Josip Zagorac, a broji tridesetiosmero uposlenika, zajedno s mlađim mu bratom Josipom (kasnije dugogodišnjim fotografom Muzeja grada Zagreba). Ovo mjesto bilo je ujedno i presudno za daljnji Vranićev rad i razvoj, budući odavde bude upućen na Konzervatorski zavod, tada smješten u Opatičkoj ulici br. 10.
Na Svijećnicu 1954. godine Nikola Nino Vranić tako otpočinje tri i pol desetljeća dugo svjetlopisno putovanje unutar službe zaštite spomenika kulture. Stupivši u službu ovdje zatiče Anđelu Horvat, Tihomila Stahuljaka, Branka Lučića, Jožu Ladovića, Dubravku Mladinov, Gretu Jurišić, Šteficu Habunek i osobito mu dragu, u sjećanju, Acu Deanović.  Za uredskih, a ponajprije terenskih druženja s kolegama zaštitarima, koja su u obnoviteljskom vremenu nakon II. svjetskog rata odisala nekim nevinim, pionirskim pa čak i pustolovnim duhom (o tome nam danas ponajbolje pričaju upravo fotografije!), Vranić je proširivao svoje spoznaje ne samo o fotografiji i njenim mogućnostima, nego i o prostorima naše Hrvatske, njenim kulturnim spomenicima i njenim žiteljima.
Ninino predano i nesebično sudjelovanje u takvim poduhvatima, evidencijskim i istraživačkim, rezultiralo je impozantnim brojem fotografija i negativa naše kulturne baštine i šire. Njihova je dokumentarna vrijednost neosporna. Ponekad, međutim, i takve prvenstveno radne i namjenske fotografije nadilaze dokumentarističku vrijednost. Posljedica je to plodonosne sprege Vranićeva senzibiliteta za viđeno i doživljeno, zato i pravodobne akcije foto-okidača u nekom iznenadnom, čarobnom sretnom trenutku. Onome,koji se na terenu obično pojavljuje kad smo pripravni za predah ili spremni za povratak kući.
Dokumentarne fotografije hrvatske kulturne baštine čine tek dio sveukupnog opusa Nine Vranića. Ostali dio odnosi se na autorove umjetničke fotografije. Čini se ipak da su ova dva opusa u dosluhu i da polazište autorovim art fotografijama treba tražiti na istom onom prostoru gdje nastaju i tolike, brojne dokumentarne fotografije.
Riječi Vladimira Malekovića kada piše o umjetničkom očitovanju Nine Vranića: „Subjektivno doživljavanje motiva nadmašuje, ovdje, objektivnost aparata, pa sredstvo prelazi u službu ideje. Očito je to u Vranićevom ciklusu Portreti umjetnika, kao i kad snima krajolike Hrvatskog zagorja u kojima naglašava dinamizam svijetlih i tamnih površina te lirsku narav “grafičkih” znakova u prostoru“.
Nino Vranić sudionik je velikog broja domaćih i međunarodnih izložaba fotografije s kojih je ponio brojne nagrade. Opremio je također i mnogobrojne kataloge i umjetničke monografije.  
Fotografije nastale za potrebe službe zaštite spomenika danas predstavljaju vlasništvo Ministarstva kulture i pohranjene su u fototeci Odjela za informacijsko-dokumentacijske poslove kulturne baštine, Uprava za kulturni razvitak i kulturnu politiku.

## Izložbe
Pored sudjelovanja na mnogobrojnim kolektivnim, domaćim i međunarodnim izložbama Nino Vranić je izlagao na sljedećim samostalnim izložbama:
- 1962., Zagreb, Društvo arhitekata Hrvatske, Fotografije
- 1967., Zagreb, Muzej grada Zagreba, Portreti umjetnika
- 1968., Ljubljana, Narodna galerija, Plećnik (s Nenadom Gattinom)
- 1971., Kazanlik (Bugarska), Fotografije (s Josipom Vranićem)
- 1971., Sisak, Galerija, Portreti umjetnika
- 1976., Slavonska Požega, Muzej, Fotografije
- 1977., Stubica, Muzej seljačkih buna, Krajolici
- 1977., Zagreb, Galerija Karas, Krajolici
- 1978., Varaždin, Galerija, Krajolici
- 1978., Bjelovar, Muzej, Krajolici
- 1979., Zadar, Crkva sv. Petra i Andrije, Krajolici
- 1982., Stubica, Muzej seljačkih buna, Lica
- 1983., Zagreb, Umjetnički paviljon, Lica
- 1983., Zagreb, Etnografski muzej, Tradicijska arhitektura Ozalj
- 1984., Zagreb, Etnografski muzej, Tradicijska arhitektura Baranja
- 1992., Slavonski Brod, Muzej Brodskog Posavlja, Slike iz Broda (ratne fotografije)
- 1997., Karlovac, Gradski muzej Karlovac, Galerija Vjekoslav Karas, Zbirka umjetnina Nino Vranić - portreti umjetnika

### Međunarodne
- 1963., Zadar, čovjek i more, zlatna medalja
- 1964., Alicante (Španjolska), zlatna medalja
- 1964., Esslingen (Njemačka), Europhoto, diploma
- 1964., Zadar, čovjek i more, brončana medalja
- 1966., Leueven (Belgija), diploma
- 1966., Berlin (Njemačka), diploma
- 1967., Berlin (Njemačka), diploma
- 1975., Zagreb, Salon, brončana medalja

## Katalozi i monografije
Vranić je opremio ove kataloge i monografije:
- Gotska arhitektura Slovenije, tekst Ivan Komelj, Mladinska knjiga, Ljubljana
- Brončano kiparstvo Slovenije, tekst Sergej Vrišar, Mladinska knjiga, Ljubljana
- Romanika Slovenije, tekst Marjan Zadnikar, Mladinska knjiga, Ljubljana
- Branko Ružić, tekst Mladenka Šolman, Moderna galerija, Zagreb
- Šime Vulas, tekst Grgo Gamulin, Društvo povjesničara umjetnosti, Zagreb
- Zlatko Šulentić, tekst Željko Grum, Moderna galerija, Zagreb
- Nikola Reiser, tekst Jelena Uskoković, Moderna galerija, Zagreb
- Zagreb 1900, tekst Vanda i Joža Ladović, Branko Ranitović, SN Liber, Zagreb
- Sisak, tekst Ivo Maroević, Skupština Sisak
- Grahor i Klajn, tekst Ivo Maroević, Društvo povjesničara umjetnosti, Zagreb
- Arhitekt Kuno Waidmann, tekst Đurđica Cvitanović, Društvo povjesničara, Zagreb
- Vasilije Jordan, tekst Josip Depolo, Mladinska knjiga, Ljubljana
- Valerije Micheli, tekst Vlado Buzančić i Darko Šnajder, Galerija Bol
- Edo Kovačević, tekst Radovan Ivančević, SNB, Zagreb
- Hrvoje Šercar, tekst Igor Zidić, SNB, Zagreb
- Branko Kovačević, tekst Josip Depolo,
- Slavko Šohaj -  Crteži, tekst Slavica Marković, Kabinet grafike HAZU, Zagreb
- Orgulje u Hrvatskoj, tekst Jagoda Meder, Ministarstvo kulture, Zagreb
- Sjaj zadarskih riznica, tekst Ivo Petricioli i Miljenko Domijan, Muzejsko-galerijski centar, Zagreb
- Daniel Butal, tekst Vlado Bužančić, Gradski muzej Karlovac
- Monografija krpanih ponjava „Dvoje leglo – troje osvanulo, tekst Zvonimir Toldi, Muzej Brodskog Posavlja, Slavonski Brod;

## Foto-monografije
Objavljene su mu foto-monografije:
- Krajolici; predgovor Vladimir Maleković, izdanje Udruženja likovnih umjetnika primijenjenih umjetnosti Hrvatske, Zagreb, 1986.
- Zagreb; predgovor Vladimir Maleković, izdanje Genius, Zagreb, 2001.

## Nagrade i priznanja
Nini Vraniću dodijeljene su nagrade na sljedećim domaćim izložbama:
- 1962., Split, Republička izložba fotografije, srebrna medalja
- 1962., Zagreb, Savezna izložba fotografije, zlatna medalja
- 1962., Beograd, 20. oktobra, Izložba fotografije, zlatna medalja
- 1963., Sarajevo, 6. april, Izložba fotografija, brončana medalja
- 1963., Skopje, Savezna izložba fotografija, zlatna medalja
- 1964., Zagreb, Republička izložba fotografija, srebrna medalja
- 1979., Valjevo, Izložba majstora fotografije, I. nagrada
- 1984., Zagreb, nagrada Tošo Dabac
- Dobitnik je nagrade za životno djelo "Vicko Andrić" 2008. za izuzetna postignuća u zaštiti kulturne baštine koju dodjeljuje Ministarstvo kulture[1]